# 1921 (película china)
1921 es una película dramática china estrenada el 1 de julio de 2021.

## Historia
En 1921, Shanghái estaba llena de concesiones internacionales y la situación era tensa. 
Sin embargo un grupo de jóvenes con una edad promedio de solo 28 años, rompen el monitoreo y seguimiento de varias fuerzas internacionales, reuniéndose en Shanghái para crear el Partido Comunista de China. 
Bajo el liderazgo y la promoción de Chen Duxiu y Li Dazhao el 23 de julio de 1921 se celebra en Shanghái el Primer Congreso Nacional del Partido Comunista de China, anunciando el establecimiento formal de este partido que cambia el futuro y el destino de cientos de millones de personas. Desde entonces, la historia de China ha entrado en un nuevo capítulo.

## Personajes
| Actor                   | Personaje                                    | Notas |
| ----------------------- | -------------------------------------------- | --- |
| Huang Xuan              | Li Da                                        | Es el fundador y jefe de propaganda del primer departamento de publicidad del Partido Comunista de China.                           |
| Ni Ni                   | Wang Huiwu                                   | Es la esposa de Li Da. |
| Liu Haoran              | Liu Renjing                                  | |
| Wang Renjun Yan Xujia   | Mao Zedong (de adulto) Mao Zedong (de joven) | |
| Li Chen                 | Li Dazhao                                    | Es el pionero del movimiento comunista chino y uno de los principales fundadores del Partido Comunista de China junto a Chen Duxiu. |
| Chen Kun                | Chen Duxiu                                   | Es el iniciador y jefe fundador del Partido Comunista de China.                                                                     |
| Karry Wang              | Deng Enming                                  | Es uno de los jóvenes que participaron en el establecimiento de la primera organización del Partido Comunista de Jinan.             |
| Hu Xianxu               | Bao Huiseng                                  | Es uno de los jóvenes que participaron en el establecimiento de la primera organización del Partido Comunista de Jinan.             |
| Liu Jiayi (刘家祎)      | Wang Jinmei                                  | Es un joven periodista y uno de los primeros miembros del Partido Comunista de Wuhan.                                               |
| Zhang Songwen           | He Shu HengZhang He Shu Heng                 | |
| Zhou Ye                 | Yang Kai Hui                                 | |
| Yuan Wenkang            | -                                            | |
| Zu Feng                 | Dong Bi Wu                                   | |
| Shawn Dou               | -                                            | |
| Han Dongjun             | -                                            | |
| Zhang Chao              | -                                            | |
| Zhang Yunlong           | -                                            | |
| Liu Shishi              | Soong Ching-ling                             | |
| Feng Shaofeng           | Sun Yat-sen                                  | |
| Zhu Yilong              | Zhou Enlai                                   | |
| Bai Yu                  | Cai Hesen                                    | |
| -                       | Xiang Jingyu                                 | |
| Roy Wang                | Deng Xiao Ping                               | |
| Zhao Lusi               | -                                            | |
| Ouyang Nana             | Tao Xuan                                     | |
| Song Jia                | -                                            | |
| Song Yi                 | -                                            | |
| Tong Liya               | -                                            | |
| Zhang Xueying           | -                                            | |
| Zhong Chuxi             | -                                            | |
| Zhang Jingyi            | -                                            | |
| Meiyi Chen              | -                                            | |
| An Zehao                | Mao Yichang                                  | Es un agricultor y el padre de Mao Zedong.                                                                                          |
| Yin Tao                 | Wen Qimei                                    | Es la esposa de Mao Yichang y madre de Mao Zedong.                                                                                  |
| Ma Tianyu               | -                                            | |
| Lin Gengxin             | -                                            | |
| Li Xian                 | -                                            | |
| Yuan Quan               | -                                            | |
| Ouyang Weixi (欧阳卫熹) | -                                            | |
| Hu Lianxin (胡连馨)     | -                                            | |
| Guo Zifan               | -                                            | |
| Chen Simin (陈思敏)     | -                                            | |
| Xia Meng                | -                                            | |
| Chen Qianyu (陈仟钰)    | -                                            | |
| Yu Haoming              | -                                            | |
| Wang Sen                | -                                            | |
| Gu Jiacheng             | -                                            | |
| Luo Zekai (罗泽楷)      | -                                            | |

## Producción
La película es realizada como celebración por el centenario de la fundación del Partido Comunista de China y contará la historia del primer grupo de comunistas chinos que asumieron la importante tarea de salvar a la nación en medio de un clima tormentoso, logrando que el futuro de la revolución china tenga un aspecto completamente nuevo.
Es dirigida por Huang Jianxin y Zheng Dasheng, quien cuenta con el apoyo de los guionistas Lena Wong, Yu Xi y Zhao Ningyu (Alan Zhao Ningyu).
La producción es realizada por Edward Cheng y Ren Ning, junto con el productor ejecutivo Huang Jianxin. Mientras que la cinematografía está a cargo de Cao Yu y la edición es hecha por Yu Boyang. 
La película también cuenta con el director de artes marciales Wang Cheng. mientras que el diseñador de vestuario será Chen Tongxun.
Originalmente la actriz Zheng Shuang había sido elegida para interpretar a Xiang Jingyu, pero debido a la controversia en la que se vio envuelta se decidió que las escenas donde apareciese serían eliminadas.
Oficialmente comenzó las filmaciones el 1 de julio de 2020 en Shanghái y finalizó el 5 de noviembre del mismo año.